# Giuseppe Mancini (arcivescovo)
Giuseppe Mancini (Firenze, 20 settembre 1777 – Siena, 15 febbraio 1855) è stato un arcivescovo cattolico italiano.

## Biografia
Giuseppe Mancini nacque a Firenze il 20 settembre 1777 dal conte Pietro e da Adola Ridolfi Fedini da Ponte; compì i propri studi nel seminario della città natale e al collegio Cicognini di Prato. Si dedicò quindi agli studi universitari presso l'Università di Siena, interrompendoli verosimilmente a causa dello scoppio dei moti rivoluzionari, ai quali egli peraltro non aderì, essendo fin dalla giovane età un convinto sostenitore del sistema politico d'"Ancien régime".
Dopo la morte di papa Pio VI decise d'intraprendere la carriera ecclesiastica. Ordinato sacerdote nel 1806, nel febbraio 1808 divenne vicario generale della diocesi di Fiesole. Nel 1811 fu arrestato dalle autorità imperiali per aver preso posizione, in virtù delle disposizioni pontificie, contro la nomina ad arcivescovo di Firenze di Antoine Eustache d'Osmond, già vescovo di Nancy, nomina fatta direttamente dall'imperatore Napoleone. Mancini fu deportato nella fortezza di Fenestrelle, in Piemonte, e vi restò imprigionato tre anni, prima di essere esiliato in Francia. Rientrato a Firenze nel 1815, fu nominato membro della commissione per il ristabilimento degli ordini religiosi in Toscana, sotto la presidenza del cardinale Antonio Felice Zondadari, arcivescovo di Siena.
Nel 1818 ricevette la nomina a vescovo della diocesi di Massa Marittima e Populonia, dove s'impegnò in una concreta riforma pastorale, caratterizzata dall'impegno nella preparazione del clero, dall'istituzione del seminario, da visite alle parrocchie e da un rapporto diretto coi fedeli. A seguito del buon lavoro effettuato, il 12 luglio 1824, Giuseppe Mancini fu promosso da Leone XII arcivescovo metropolita di Siena, incarico mantenuto per trent'anni e ispirato al principio della centralità della Chiesa nella vita dello Stato. Di ciò furono manifestazione anche le frequenti visite pastorali che tra il 1825 e il 1850 interessarono tutta la sua diocesi. Il sinodo provinciale, riunito a Siena dal 30 giugno al 7 luglio 1850, sotto la sua guida stabilì rigidi criteri circa evangelizzazione, stampa, propaganda della fede, formazione e disciplina del clero, ovvero una serie di linee operative che avrebbero caratterizzato anche il concordato tra il Granducato di Toscana e la Santa Sede del 25 aprile 1851.
Giuseppe Mancini morì a Siena il 15 febbraio 1855, ricevendo sepoltura nella navata sinistra della cattedrale, dinanzi all'altare Piccolomini.

## Opere
- Regolamento per le conferenze dei casi morali e liturgici da tenersi nella diocesi di Siena emanato da monsignore Giuseppe Mancini, Siena, 1828.
- Dell'arte poetica di Q. Orazio Flacco e di altre poesie del medesimo. Versioni di Filodemo Cefisio, Siena, 1833.
- Poesie liriche di monsignore Giuseppe Mancini arcivescovo di Siena tra gli arcadi Filodemo Cefisio, Siena, 1835.
- Istruzioni catechistiche e morali da leggersi al popolo nelle domeniche in alcuni tempi dell'anno, Siena, 1837.
- Altre poesie liriche che servono da appendice a quelle stampate l'anno 1835, Fiesole, 1840.
- L'Ecclesiastico di Gesù figliuolo di Sirach volto in terza rima, Siena, 1845.
- Raccolta d'istruzioni pastorali, Siena, 1848.
- Cenni biografici su Lorenzo Mancini patrizio fiorentino, accademico residente della Crusca, Firenze, 1848.
- Meditazioni per gli ecclesiastici, Siena, 1854.

## Archivio
Il fondo Giuseppe Mancini, conservato presso il Museo della Società di esecutori di pie disposizioni a Siena, contiene documenti che vanno dal 1718 al 1859.

## Genealogia episcopale e successione apostolica
La genealogia episcopale è:
- Cardinale Scipione Rebiba
- Cardinale Giulio Antonio Santori
- Cardinale Girolamo Bernerio, O.P.
- Arcivescovo Galeazzo Sanvitale
- Cardinale Ludovico Ludovisi
- Cardinale Luigi Caetani
- Cardinale Ulderico Carpegna
- Cardinale Paluzzo Paluzzi Altieri degli Albertoni
- Papa Benedetto XIII
- Papa Benedetto XIV
- Papa Clemente XIII
- Cardinale Enrico Benedetto Stuart
- Cardinale Michele Di Pietro
- Arcivescovo Giuseppe Mancini

La successione apostolica è:
- Vescovo Giovanni Domenico Francesco Mensini (1837)
- Arcivescovo Antonino Merciai, O.P. (1849)